# Agata Buzek
Agata Bronisława Buzek (Pyskowice, 20 de septiembre de 1976) es una actriz polaca.

## Biografía
Agata Buzek es hija de Jerzy Buzek, antiguo primer ministro de Polonia y presidente del Parlamento Europeo. A mediados de los 80 enfermó de poliomielitis y su familia debió desplazarse durante dos años a Alemania, donde se recuperó completamente.
Concluyó sus estudios de interpretación en el año 1999 en la Akademia Teatralna de Varsovia y compaginó su trabajo de actriz con el de modelo en París. Su debut en cine se produjo en el año 1997 y en teatro en 1999 en el Ateneum de Varsovia. Se casó en el año 2006.
Además de en el cine, ha participado en numerosas series de televisión, tanto de Polonia como de Alemania: en la serie policiaca alemana Tatort (capítulo “Fettkiller”)”, en la también alemana Polizeiruf 110 (capítulo “Una María de Stetin”), etc.

## Filmografía (selección)
- 1998: Kochaj i rób co chcesz. Dirección: Robert Gliński
- 1999: Wrota Europy. Dirección: Jerzy Wójcik
- 2001: Wiedźmin. Dirección: Marek Brodzki
- 2002: Suplement. Dirección: Krzysztof Zanussi
- 2002: Zemsta. Dirección: Andrzej Wajda
- 2002: El último escondite (Das letzte Versteck). Dirección: Pierre Koralnik
- 2006: Valerie. Dirección: Birgit Möller
- 2007: Paparazzo
- 2007: Nightwatching. Dirección: Peter Greenaway
- 2007: Tatort (Fernsehserie) - FETTkiller
- 2008: Teraz albo nigdy! - Julia
- 2008: Polizeiruf 110 - Eine Maria aus Stettin. Dirección: Stephan Wagner
- 2009: En medio de la tormenta (Mitten im Sturm). Dirección: Marleen Gorris
- 2009: Rewers
- 2010: Verano en el campo (Sommer auf dem Land). Dirección: Radek Wegrzyn
- 2013: Hummingbird. Dirección: Steven Knight
- 2017: Les Innocentes. Dirección: Anne Fontaine
- 2018: High Life. Dirección: Claire Denis
- 2020: Erotica 2022.
- 2021: Dune Dreams.
- 2021: Moje wspaniale zycie.
- 2022: Iluzja.
- 2023: Conann, la bárbara.

## Premios
- 2009. Premio a la mejor actriz en el Festival Polaco de Cine de Gdynia.
- 2010. Premio de cine a la mejor actriz de Polonia.
- 2010. Festival de cine de Berlín (Berlinale). Premio "Shooting Star" como uno de los 10 actores jóvenes más prometedores de Europa.[2]
- 2017. Nominada a mejor actriz secundaria por Les Innocentes en los Premios del Cine Polaco.[3]
- 2022. Ganadora del premio a la mejor actriz por Moje wspaniale zycie en los Premios del Cine Polaco.[4]